# متوشالح
متوشالح یا مَتْوشَلَخ یا متوشلح(عبری:מְתוּשֶׁלַח به معنی وقتی او بمیرد فرستاده خواهد شد) از شخصیت‌های اساطیر سامی، پسر خنوخ و پدر لمک و پدربزرگ نوح است. طوفان نوح هم‌زمان با مرگ او بود. متوشالح در سن ۹۶۹ درگذشت، او در بین شخصیت‌های عهد عتیق بیشترین عمر را کرده‌است. نام متوشالح در نسب‌نامه عیسی مسیح لوقا ۳:۲۱ نیز آمده‌است.